# Йохан Фридрих II (Саксония)
Йохан Фридрих II „Средния“ (на немски: Johann Friedrich II der Mittlere; * 8 януари 1529, Торгау; † 9 май 1595, (в затвор) в дворец Ламберг, Щайр, Горна Австрия) от род Ернестинските Ветини, е херцог на Саксония от 1554 до 1566 г.

## Живот
Той е най-големият син на херцог и курфюрст Йохан Фридрих I (1503 – 1554) и съпругата му Сибила фон Юлих-Клеве-Берг (1512 – 1554), дъщеря на херцог Йохан III от Юлих-Клеве-Берг от Дом Ламарк.
Йохан Вилхелм II участва от млад с по-малкия си брат Йохан Вилхелм I (1530 – 1573) в съвещанията на дворцовия съвет. Следва с брат си Йохан Вилхелм I в университета във Витенберг. Другият му най-малък брат е Йохан Фридрих III „Младши“ (1538 – 1565).
Йохан Вилхелм II участва на 18 години с баща си и брат си Йохан Вилхелм I в битката при Мюлберг на 24 април 1547 г. Тогава баща му попада в плен на императорската войска и на 10 май е осъден на смърт и след молби на влиятелни князе на доживотен затвор. Баща му загубва титлата си курфюрст и голяма част от земите си.
След пленяването на баща му, Йохан Фридрих II поема заедно с брат си до януари 1549 г. управлението на оставените им земи на Херцогство Саксония. Йохан Вилхелм II се подчинява на император Карл V. След пет години баща му е освободен през 1552 г. и умира през 1554 във Ваймар. В завещанието си баща му забранява на синовете си всякакво разделение на страната и братята управляват заедно.
На 26 май 1555 г. във Ваймар той се жени по желание на баща му за принцеса Агнес фон Хесен (1527 – 1555), дъщеря на ландграф Филип I фон Хесен и вдовица на курфюрст Мориц фон Саксония. Агнес (Анна) умира от температура през ноември същата година.
След 1555 г. Йохан Фридрих постъпва на служба при френския крал Анри II, на когото помага в походите във Франция и получава годишно 30 000 франка. На 12 юни 1558 г. във Ваймар той се жени втори път за пфалцграфиня Елизабет фон Пфалц (1540 – 1594), дъщеря на курфюрст Фридрих III фон Пфалц и Мария фон Бранденбург-Кулмбах.
Понеже подкрепя осъдения през 1563 г. рицар Вилхелм фон Грумбах на 12 декември 1566 г. император Максимилиан II го осъжда. Императорската войска под командването на саксонския курфюрст Август обсажда град Гота и замък Грименщайн. След превземането на Грименщайн при Гота на 13 април 1567 г. Йохан Фридрих е закаран от курфюрст Август в Дрезден. На 22 юни 1567 г. той е закаран във Виена и последва императорски затвор с поддържане на двор във Винер Нойщат, по-късно в замък в тогавашния Пресбург, около 1571 г. отново за по-голяма сигурност във Винер Нойщат. Там той има малък двор и свой евангелистки свещеник. Освен това той поддържа градина до града. Неговата собственост е взета от императора и дадена на Йохан Вилхелм I.
През 1572 г. в Ерфурт императорът разделя Саксония на три части и ги дава на двамата сина на затворения Йохан Фридрих „Средния“, Йохан Казимир получава Саксония-Кобург, по-малкият Йохан Ернст получава Саксония-Айзенах. През лятото на 1572 г., след смъртта на син им Фридрих Хайнрих (1563 – 1572), съпругата му херцогиня Елизабет фон Пфалц отива да живее при него в затвора. Тя пише писма до императора да го освободят. На 8 февруари 1594 г. Елизабет умира след 20-годишен доброволен затвор с нейния съпруг. През 1595 г. Йохан Фридрих е изместен заради опасността от турците от Винер Нойщат в дворец Ламберг в Щайр в земята об дер Енс (Горна Австрия). Там той умира на 9 май 1595 г. след падане на стълбите след 28-годишен затвор. На 15 декември 1595 г. той е пренесен в Кобург. Заедно със съпругата му той е погребан в тамошната църква „Св. Мориц“. Там синът му херцог Йохан Казимир през 1598 г. издига за родителите си дванадесет метров гроб от тюрингски алабастър.
- Принцеса Агнес фон Хесен
- Херцог Йохан Вилхелм II фон Саксония
- Епитаф за херцог Йохан Фридрих II и съпругата му Елизабет (вдясно на колене) в църквата „Св. Мориц“, Кобург

## Деца
Йохан Вилхелм II и Елизабет фон Пфалц имат децата:
- Йохан Фридрих (1559 – 1560)
- Фридрих Хайнрих (1563 – 1572)
- Йохан Казимир (1564 – 1633), херцог на Саксония-Кобург
- Йохан Ернст (1566 – 1638), херцог на Саксония-Айзенах